# Cassandro (película)
Cassandro es una película dramática biográfica estadounidense de 2023 dirigida por Roger Ross Williams, a partir de un guion de Ross Williams y David Teague, protagonizada por Gael García Bernal, Roberta Colindrez, Perla de la Rosa, Joaquín Cosío, Raúl Castillo, El Hijo del Santo y Bad Bunny.
Tuvo su estreno mundial en el Festival de Cine de Sundance de 2023 el 20 de enero de 2023. Fue estrenada por Amazon Studios a través de Prime Video el 22 de septiembre de 2023.

## Reparto
- Gael García Bernal como Saúl Armendáriz / Cassandro
- Roberta Colindrez como Sabrina
- Perla de la Rosa como Yocasta
- Joaquín Cosío como Lorenzo
- Raúl Castillo como Gerardo / El Comandante
- El Hijo del Santo como él mismo
- Bad Bunny como Felipe

## Producción
En julio de 2020, Gael García Bernal se unió al elenco de la película, con Roger Ross Williams listo para dirigir un guion que escribió junto a David Teague, con Amazon Studios en negociaciones para distribuir. En junio de 2021, Roberta Colindrez y Bad Bunny se unieron al elenco de la película, con Amazon Studios oficialmente listo para distribuir.

## Estreno
La película tuvo su estreno mundial en el Festival de Cine de Sundance de 2023 el 20 de enero de 2023. La película fue estrenada por Amazon Studios a través de Prime Video el 22 de septiembre de 2023.

## Recepción
En el sitio web del agregador de reseñas Rotten Tomatoes, la película tiene un índice de aprobación del 100% según 36 reseñas, con una calificación promedio de 8.2/10. En Metacritic, tiene una puntuación media ponderada de 81 sobre 100 basada en 12 críticos, lo que indica "aclamación universal".